# St Paul’s Church (Covent Garden)
Koordinaten: 51° 30′ 42,5″ N, 0° 7′ 24″ W

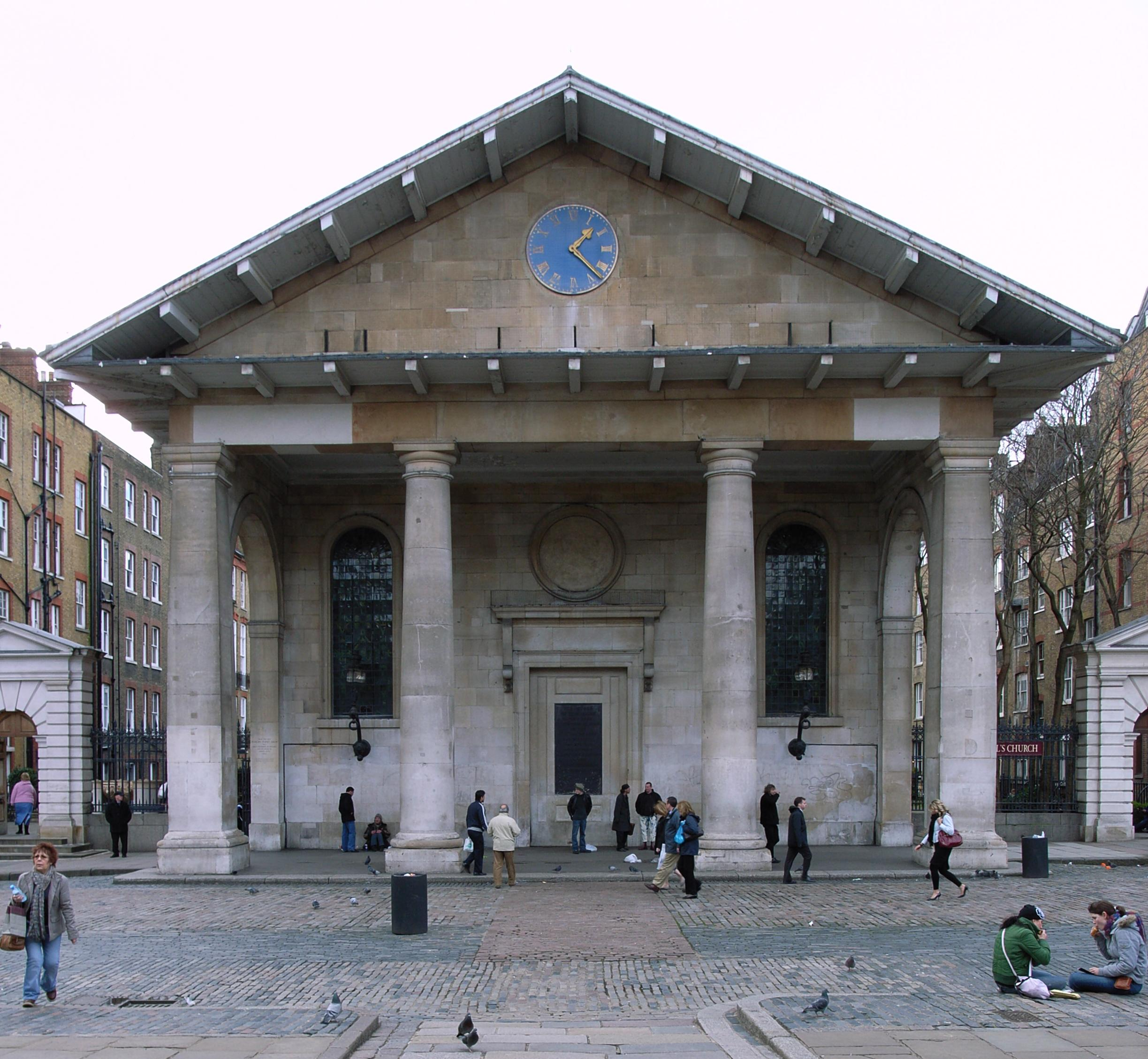
St. Paul’s Church, Covent Garden, London Frontansicht

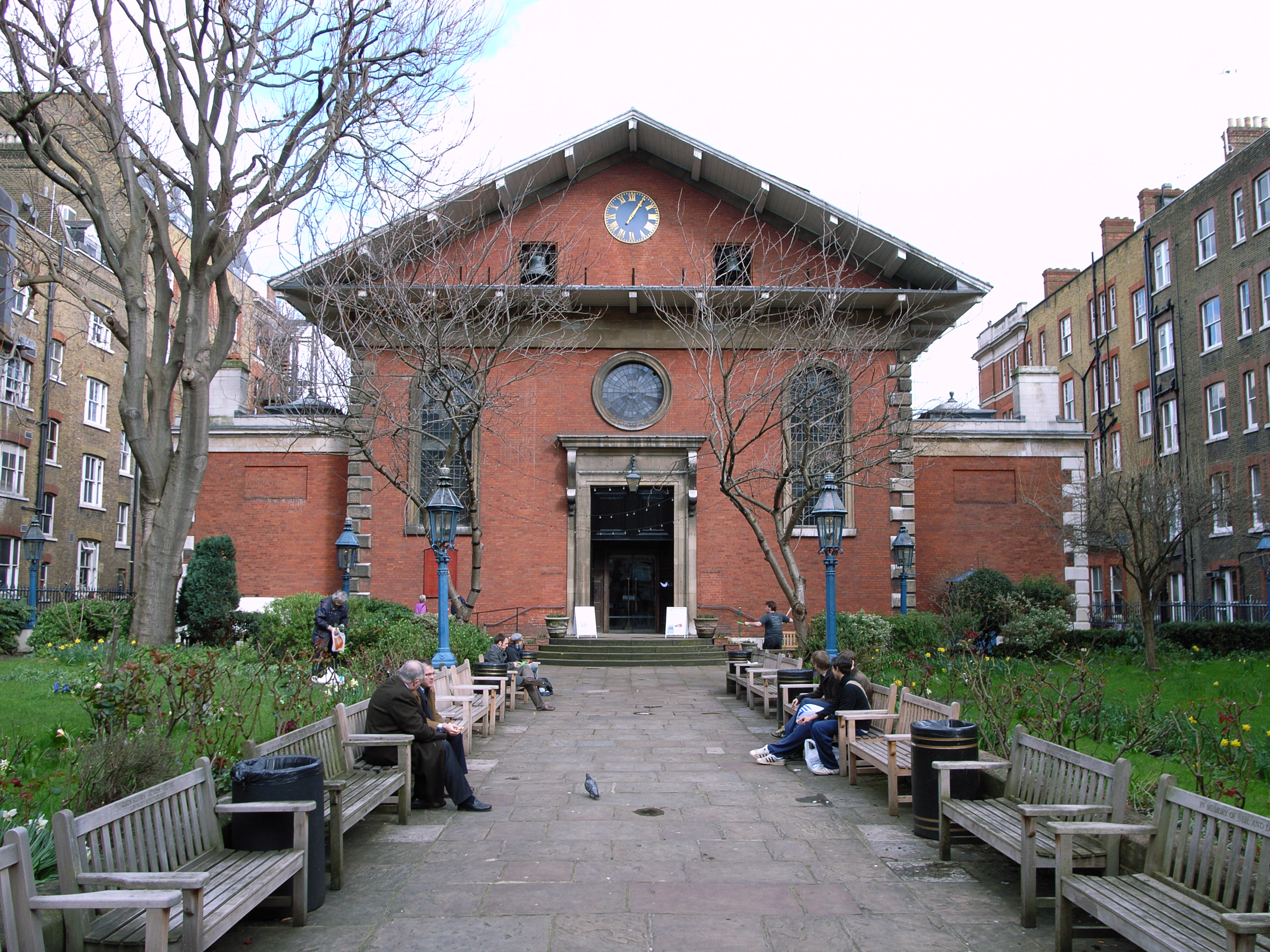
St. Paul’s Church, Covent Garden Rückseite

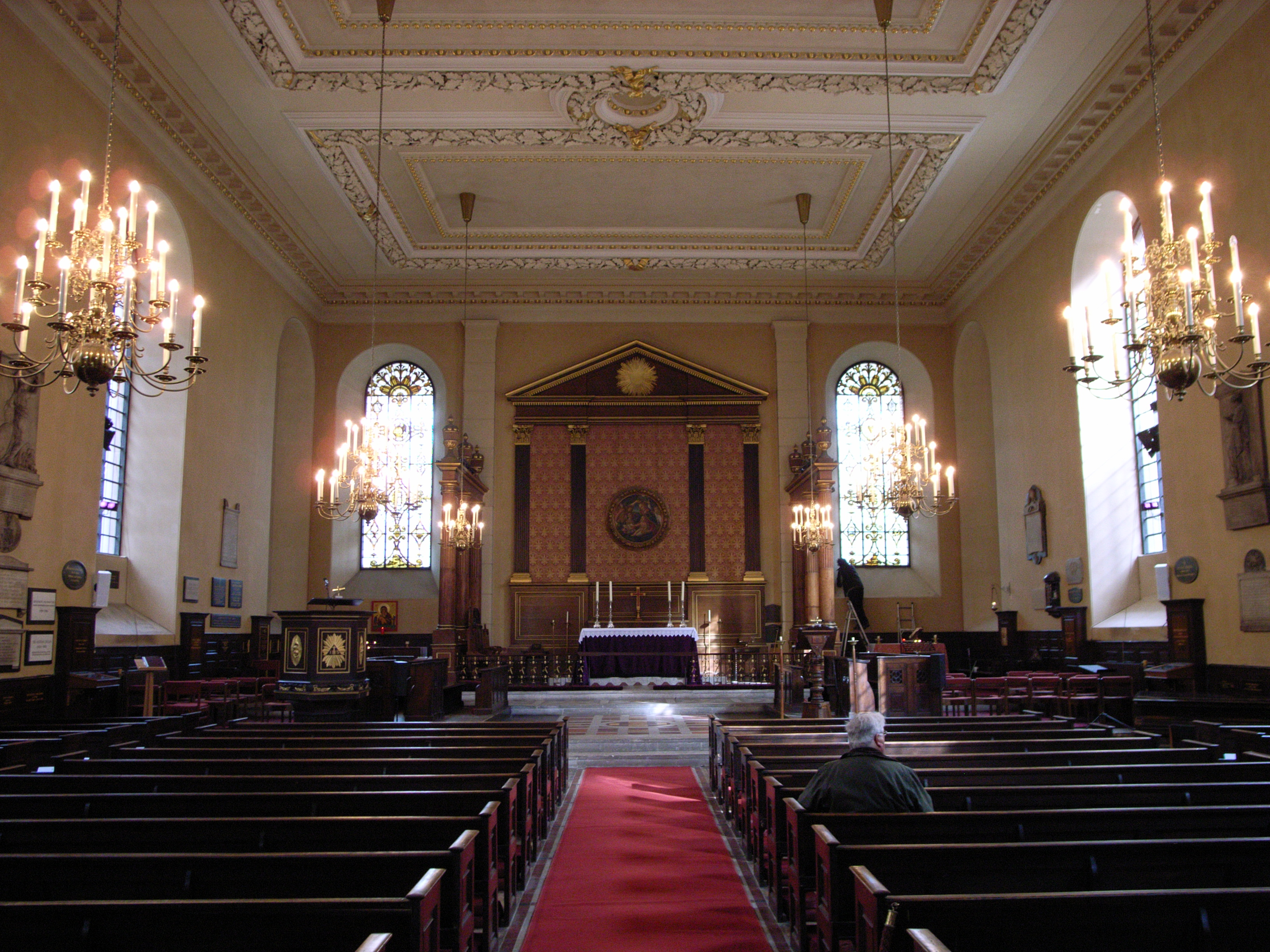
Blick durch den Kirchenraum

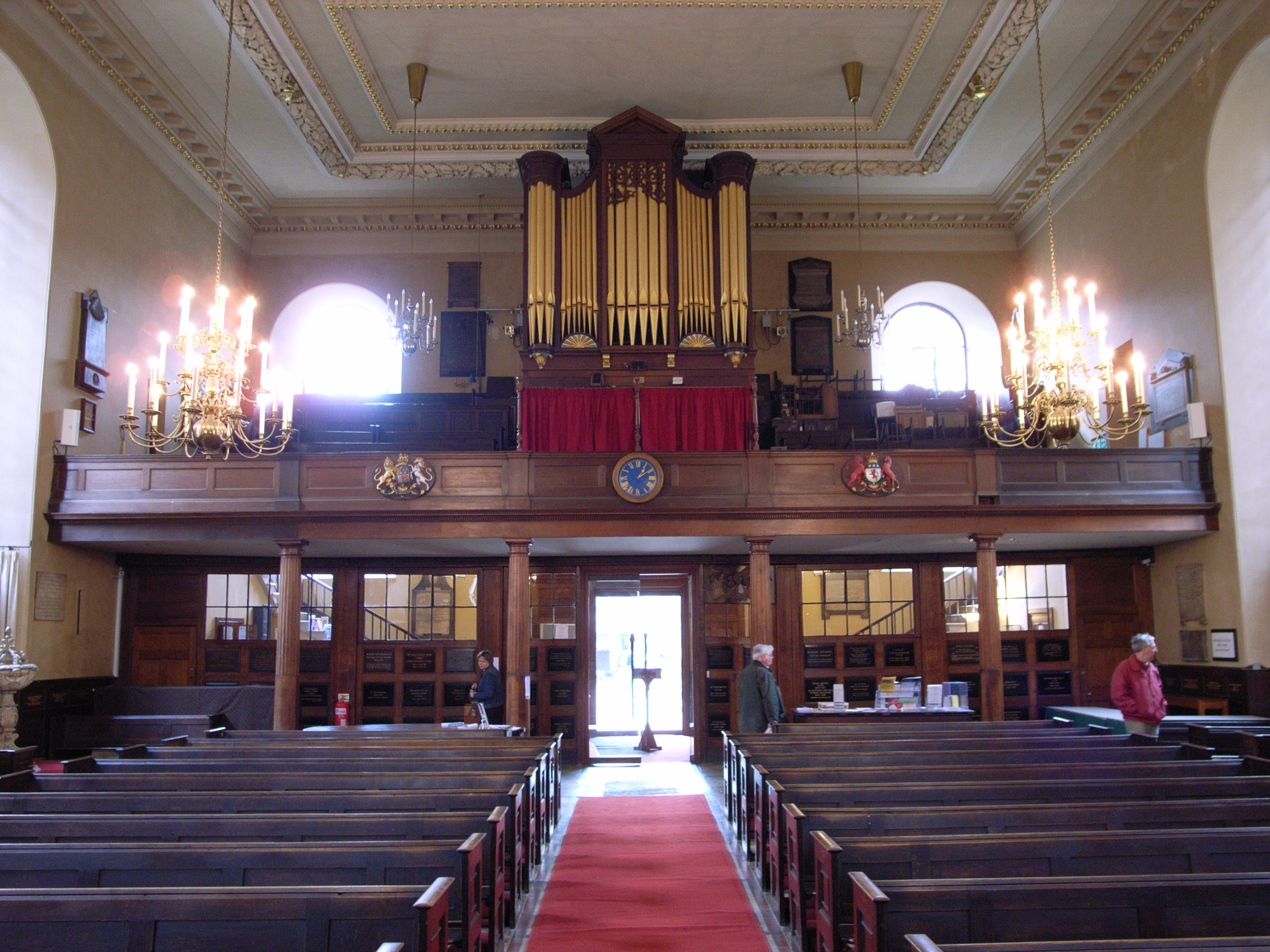
Blick auf die Orgel

St. Paul’s Church in Covent Garden in London wurde von 1631 bis 1634 von Inigo Jones im Auftrag von Francis Russell, 4. Earl von Bedford errichtet.

## Geschichte
Die Kirche wurde 1638 geweiht. 1645 wurde Covent Garden eine eigene Pfarrgemeinde und die Kirche wurde St. Paul gewidmet. Die Kirche ist auch als die 'Schauspieler Kirche' bekannt. Samuel Pepys schrieb schon 1662 in sein Tagebuch, dass ein traditionelles Puppenspiel im Eingangsbereich der Kirche aufgeführt wurde. Die Verbindung der Kirche mit dem Theater wird aber auf das Jahr 1663 datiert als das Theatre Royal in der Drury Lane eröffnet wurde. 1723 eröffnete die Covent Garden Theatre das heutige Royal Opera House und gab eine weitere Verbindung zum Theater für die Kirche.
1795 zerstörte ein Feuer große Teile der Kirche, aber die Kanzel – eine Arbeit von Grinling Gibbons – konnte zusammen mit Kirchenakten gerettet werden.
Der Maler J. M. W. Turner und der Schriftsteller und Librettist W. S. Gilbert wurden in dieser Kirche getauft. Der Dichter Samuel Butler, der Holzschnitzer Grinling Gibbons, der Maler Peter Lely, der Komponist Thomas Arne und der Dirigent Charles Mackerras wurden in St. Paul begraben. Denkmäler erinnern in der Kirche an prominente Personen wie Charlie Chaplin und Vivien Leigh.
Die Kirche ist die Heimat des Orchestra of St Paul’s, eines professionellen Kammerorchesters.

## Orgel
Die Orgel wurde 1861 durch die Orgelbauer Bevington & Sons (London) erbaut. Das Orgelgehäuse stammt aus dem Jahre 1820. 1976 wurde das Instrument von der Orgelbaufirma Mander (London) restauriert und mit neuen mechanischen Trakturen ausgestattet. Die Orgel hat 27 Register auf drei Manualen und Pedal.
| I Choir Organ C–a3 |    |
| Stop'd Diapason    | 8′ |
| Dulciana           | 8′ |
| Clear Flute        | 4′ |
| Suabe Flute        | 3′ |
| Principal          | 2′ |
| Clarionet          | 8′ |
| Tremulant          |    |

| II Great Organ C–a3 |       |
| Bourdon             | 16′   |
| Open Diapason       | 8′    |
| Stop'd Diapason     | 8′    |
| Gamba               | 8′    |
| Principal           | 4′    |
| Twelfth             | 2 ⁄3′ |
| Fifteenth           | 2′    |
| Mixture IV          |       |
| Trumpet             | 8′    |

| III Swell Organ C–a3 |     |
| Open Diapason        | 8′  |
| Stop'd Diapason      | 8′  |
| Dulciana             | 8′  |
| Principal            | 4′  |
| Fifteenth            | 2′  |
| Mixture IV           |     |
| Double Trumpet       | 16′ |
| Horn                 | 8′  |
| Hautboy              | 8′  |

| Pedal C–f1          |     |
| Great Open Diapason | 16′ |
| Bourdon             | 16′ |
| Posaune             | 16′ |